# Руса (Месина)
Руса је насеље у Италији у округу Месина, региону Сицилија.
Према процени из 2011. у насељу је живело 104 становника. Насеље се налази на надморској висини од 479 м.